# Брасс, Стеффани
Сте́ффани Энн Брасс Вон (англ. Steffani Anne Brass Vaughn; 16 февраля 1992, Вудленд-Хиллз, Калифорния, США) — американская актриса

.

## Биография и карьера
Брасс родилась в Вудленд-Хиллзе, Калифорния. Она самая младшая из четырёх детей; у неё две старшие сестры и старший брат. У неё также есть племянник.
Брасс начала актёрскую карьеру практически с рождения, появившись в рекламе подгузников «Памперс» в шесть месяцев. С тех пор она снялась в более чем в 50-ти национальных рекламных роликах и печатных рекламных объявлениях. Первое появление Брасс на телевидении, в роли маленькой девочки по имени Келли, состоялось в эпизоде «Шоу Аманды», когда ей было семь лет. Спустя два года она снялась в ещё одном эпизоде этого шоу, сыграв Бекки. Брасс также появилась в телесериалах «Все любят Рэймонда», «Скорая помощь», «Малкольм в центре внимания», «Друзья», «Шоу 70-х» и в других. Она также снялась в нескольких фильмах. С мая 2006 года по май 2007 года она снялась в своём собственном веб-шоу «GirlTalkTV» вместе с актрисой Эбигейл Мавити.

## Избранная фильмография
| Год       |   | Русское название               | Оригинальное название                    | Роль                            |
| --------- | - | ------------------------------ | ---------------------------------------- | ------------------------------- |
| 2000      | с | Все любят Рэймонда             | Everybody Loves Raymond                  | Подруга на автобусной остановке |
| 2000      | ф | Если бы стены могли говорить 2 | If These Walls Could Talk 2              | Элла                            |
| 2000      | с | Скорая помощь                  | ER                                       | Шелли Бёрк                      |
| 2001      | с | Малкольм в центре внимания     | Malcolm in the Middle                    | Элайза                          |
| 2001      | с | C.S.I.: Место преступления     | CSI: Crime Scene Investigation           | Сэнди Дантини                   |
| 2001      | с | Друзья                         | Friends                                  | Мелинда                         |
| 2001      | с | Паркеры                        | The Parkers                              | Даниэль                         |
| 2001      | с | Полиция Нью-Йорка              | NYPD Blue                                | Джейни Весснер                  |
| 2002      | ф | Потрошитель                    | Ted Bundy                                | Джули                           |
| 2002      | с | Для людей                      | For the People                           | Эмма Джонас                     |
| 2003      | с | Без следа                      | Without a Trace                          | Уэнди                           |
| 2004      | с | Шоу 70-х                       | That '70s Show                           | Колетт / Джеки в детстве        |
| 2004      | с | Расследование Джордан          | Crossting Jordan                         | Дочь Монро                      |
| 2004—2005 | с | Клиент всегда мёртв            | Six Feet Under                           | Микейла Вудворт                 |
| 2004—2010 | с | Два с половиной человека       | Two and a Half Men                       | Дебби / Эми                     |
| 2011      | с | Необыкновенная семейка         | No Ordinary Family                       | Стейси Адамс                    |
| 2011      | с | Втайне от родителей            | The Secret Life of the American Teenager | Линдси                          |
| 2011—2012 | с | Бывает и хуже                  | In the Middle                            | Дочь                            |